# Pararaphidoglossa chibchasa
Pararaphidoglossa chibchasa är en stekelart som beskrevs av Giordani Soika 1978. Pararaphidoglossa chibchasa ingår i släktet Pararaphidoglossa och familjen Eumenidae. Inga underarter finns listade i Catalogue of Life.